# Patrick John Ryan
Patrick John Ryan (ur. 20 lutego 1831 w Thurles w Irlandii, zm. 11 lutego 1911 w Filadelfii) – amerykański duchowny katolicki pochodzenia irlandzkiego, arcybiskup metropolita Filadelfii w latach 1884-1911.

## Życiorys
Urodził się w Thurles w hrabstwie Tipperary. Wczesną edukację odebrał pod kierunkiem Braci w Chrystusie. Później kształcił się w Dublinie. Do kapłaństwa przygotowywał się w Carlow College. Tam też w roku 1852 przyjął święcenia subdiakonatu. Trudna sytuacja społeczno-polityczna w kraju sprawiła, że opuścił ojczyznę i formację seminaryjną ukończył w St. Louis w Missouri w USA. Został tam jednocześnie wykładowcą literatury angielskiej w seminarium w Carondelet. Po uzyskaniu specjalnej dyspensy papieskiej otrzymał przedwczesne święcenia kapłańskie 8 grudnia 1853 roku z rąk abpa Petera Kenricka. Kolejne lata poświęcił pracy duszpasterskiej w archidiecezji St. Louis. Był osobistym teologiem abpa Kenricka podczas II Synodu Plenarnego w Baltimore (1866), a w roku 1868 na zaproszenie papieża głosił rekolekcje wielkopostne w Rzymie. Po powrocie do kraju został wikariuszem generalnym archidiecezji St. Louis. Podczas pobytu arcybiskupa na soborze zarządzał nią jako administrator.
15 lutego 1872 roku otrzymał nominację na koadiutora abpa Kenricka z prawem następstwa po nim. Otrzymał wówczas stolicę tytularną Tricomia (zmienioną w 1884 roku na Salamis). 8 czerwca 1884 mianowany arcybiskupem metropolitą Filadelfii. Podczas jego 27-letnich rządów liczba kościołów wzrosła ze 127 do 297, księży z 260 do 582, zakonnic z 1020 do 2565, szkół katolickich z 59 do 141, a katolicka ludność z 300 tys. do 525 tys. Szczególnie wiele energii poświęcił na dzieła charytatywne i organizowanie sierocińców i szkół katolickich. Znany był też jako utalentowany orator, dzięki czemu zapraszany był nie tylko na uroczystości kościelne, ale też świeckie. Jego otwartość i poczucie humoru przełamywały niechęć do katolików. Po śmierci był ciepło wspominany także przez ludzi innych wyznań i świeckie władze Filadelfii. Pochowany został w archikatedrze filadelfijskiej.
Abp Ryan był znany ze swego zaangażowania w ewangelizację Indian i Afroamerykanów. To pod jego kierunkiem matka Katarzyna Maria Drexel założyła zgromadzenie Sióstr Najświętszego Sakramentu, które poświęciły się pracy wśród Rdzennych Amerykanów i czarnoskórych. Za swe zasługi został przez prezydenta Theodore Roosevelta mianowany członkiem rządowego Komitetu ds. Indian.